# Van Renesse van Elderen
Van Renesse van Elderen is de Zuid-Nederlandse, later Belgische tak van het adellijke huis Renesse. Door huwelijk kwam deze tak in bezit van de heerlijkheid Elderen en verwierf ook de titel van graaf van Warfusée.

## Officiële naam
Minstens vanaf het begin van de inschrijvingen in de burgerlijke stand, einde achttiende eeuw, luidt de officiële naam van de familie in de Zuidelijke Nederlanden de Renesse. De 'de' verving de 'van' of 'von' en het tweede deel dat verwees naar de heerlijkheid Elderen, werd niet in de naam opgenomen.
In de loop van de achttiende eeuw kwam de familienaam De Renesse-Breidbach in gebruik. Dit verwees naar het huwelijk van François-Lambert van Renesse (1709-1740) met Caroline von Breidbach. De postume zoon van François, Jean-Louis van Renesse (1740-1784) voegde de familienaam van zijn moeder bij de zijne.
Sindsdien droegen leden van de familie de dubbele naam, die echter nooit officieel werd. Tot in de eenentwintigste eeuw is af en toe een naamdrager aangetroffen die zich 'de Renesse-Breidbach' noemde, maar dit is uitzonderlijk geworden.

## Geschiedenis
De stamvader van de Zuid-Nederlandse, later Belgische tak is Frederik van Renesse (1474-1538) die huwde met Anna van Hamal, die erfdochter van Elderen was. Frederik van Renesse was de zoon van Jan VII van Renesse en Margaretha van Culemborg. Deze tak heeft een belangrijke rol in de geschiedenis gespeeld. Anna van Hamal overleefde al haar broers en neven en erfde het gehele bezit van de rijke familie, waaronder een kasteel te Oostmalle. Door het huwelijk van Frederik II met Anna kwam het geslacht Renesse in het brandpunt van de toenmalige politiek te staan, en Frederik en Anna ontvingen onder meer keizer Karel V en Margaretha van Parma op hun kasteel te Oostmalle.
Frederik II was onder meer drossaard van Breda en raadsheer van keizer Karel V. Het kasteel van Oostmalle werd overigens in 1542 verwoest door Maarten van Rossum, waarna de familie weer naar Elderen trok. De Tachtigjarige Oorlog zorgde voor een definitieve scheiding van de noordelijke en de zuidelijke bezittingen.

## Genealogie tot het einde van het ancien régime

### Eerste generatie
I. Frederik II van Renesse heer van Renesse, Piershil en Grimmerstein (Utrecht, 1474 - Breda, 1538). Hij trouwde te 's Herenelderen in 1501 met Anna van Hamal vrouwe Van Westmalle, Warfusée, Masnuy en Elderen ('s Herenelderen, 1479 - Breda, 1556). Zij was een dochter van Wouter van Hamale baron van Viviers, heer van Warfusée, Monceaux, Rennenberg, Suerbempde en Kersbeeck  (1430-1510) en Elisabeth van Berthout vrouwe van Westmalle (1450-1510). Uit zijn huwelijk werd geboren:
- Wouter van Renesse (1503-) (II.1.)
- Jan VIII van Renesse (1505-1561) (II.2.)
- Clara van Renesse (1507-1554) (II.3.)

### Tweede generatie
II.1. Wouter van Renesse (1503-)
II.2. Jan VIII van Renesse heer van Elderen, Oostmalle, Warfusée, Piershil, Masny, Roucourt en Wasmes ('s Herenelderen, 1505-Breda, 1561). Hij trouwde (1) in Breda op 21 februari 1531 met Elisabeth van Nassau (Breda, 1512-Breda, 17 februari 1550). Zij was een bastaarddochter van Hendrik III van Nassau-Breda en Elisabeth Claire van Rosenbach. Hij trouwde (2) ca. 1553 met Catharina van Bronkhorst-Batenburg (Slot Moyland, Noordrijn-Westfalen, 29 december 1524 - Breda, 22 september 1605). Zij was een dochter van Diederik van Bronckhorst (1478-1549) en Anki van Wickede vrouwe van Moyland (1487-1551). Uit zijn tweede huwelijk zijn geen kinderen bekend. Uit zijn eerste huwelijk werd geboren:
- Reinier I van Renesse van Elderen (1532-1595) (III.1.)
- Anna III van Renesse van Elderen (1533-1586) (III.2.)
- Jan van Renesse van Elderen (1537-) (III.3.)
- Margaretha IV van Renesse van Elderen (1539-1574) (III.4.)
- Elisabeth II van Renesse van Elderen (1542-1596) (III.5.)
- Henrica van Renesse van Elderen (1543-) (III.6.)
- Agnes van Renesse van Elderen (1544-1574) (III.7.)
- Johanna van Renesse van Elderen (1546-) (III.8.)
- Frederik III van Renesse van Elderen (1548-1610) (III.9.)
- Willem van Renesse van Elderen (1550-) (III.10.)
- Wouter II van Renesse (III.11.)

II.3. Clara van Renesse (1507-1554). Zij trouwde op 21 november 1526 in Breda Filips van Horne heer van Horne, Baucignies, Lokeren, Boxtel en Kessel (1500-1541). Haar kleinzoon Willem Adriaan van Horne (1580-1625) heer van Kessel, trouwde met Elisabeth van der Meer, de dochter van Philips van der Meer heer van Seventhem en Wilhelmina van Beieren-Schagen.

### Derde generatie
III.1. Reinier I van Renesse van Elderen (Breda, 2 maart 1532-'s Herenelderen, 1595). Hij trouwde (1) in 1555 met Walpurgis van Merode-Pietersheim (Pietersheim, 1534 - Westerlo, 1556). Zij was een dochter van Hendrik I van Merode-Pietersheim (1505-1564) vrijheer van Pietersheim en heer van Herlaar en Francisca van Brederode. Hij trouwde (2) te Montenaken in 1560 met Maria van Rubempré (Breda, 1532-'s Herenelderen, 1595).
III.2. Anna III van Renesse van Elderen (Breda, 12 december 1533-Condé, 9 november 1586). Zij trouwde in 1555 te Breda met Willem van Croÿ-Renty (1527-1565).
III.3. Jan van Renesse van Elderen (1537-Napels, )
III.4. Margaretha IV van Renesse van Elderen (Breda, 1539-Leiden, 4 november 1574). Zij trouwde 10 april 1559 te Breda met Jan van Renesse van Wulp (Leiden, 1537-1584). Hij was een zoon van Jan van Renesse (1506-1553) en Aleida van Bronkhorst-Batenburg (1512-1586).
III.5. Elisabeth II van Renesse van Elderen (1542-1596). Zij trouwde ca. 1565 met Georges van Montmorency-Croisilles baron van Croisilles de Chaumont (ca. 1535-1616). Hij was een zoon van Boudewijn van Montmorency-Croisilles (1500-1567) en Jeanne Isabelle de Stavele (1509-1542). Georges was weduwnaar (1) van ene Isabella en (2) van Francoise de Jauche (-1580), van wie hij geen kinderen had. Na het overlijden van Elisabeth trouwde hij in 1575 met Louise van Cruijningen (1550-1630), bij wie hij een dochter verkreeg, genaamd Jeanne de Montmorency Croisilles (1575-1621). Deze trouwde in 1590 met Karel Filips van Merode (1571-1626) graaf van Middelburg een zoon van Richard van Merode (1540-1577) en Marguerite d’Oignies.
III.6. Henrica van Renesse van Elderen na 1589 vrouwe van Elsloo en Geul (1543-na 1589). Zij trouwde (1) met Nicolaas van Gaveren heer van Peer (-Elsloo, vóór 6 december 1589). Hij was de jongste zoon van Conrard van Gaveren van 1516 tot 1527 brabantsch hoogschout te Maastricht, van 1524-1535 heer van Diepenbeek en na 1537 Elsloo, en na 1554 heer van Geul (-Elsloo, 3 mei 1570) en Catharina van Rechterghem. Hij erfde na de dood van zijn broer Jan diens heerlijkheden en werd daardoor heer van Elsloo, Diepenbeek, St. Aechtenrode en Geul. Zij trouwde (2) met Nicolaas van Blitterswijk.
III.7. Agnes van Renesse van Elderen (1544-1574)
III.8. Johanna van Renesse van Elderen (1546-)
III.9. Frederik III van Renesse van Elderen heer van Elderen en Oostmalle (Breda, 1548-Beesd, 1610). Hij trouwde te Wisch in 1575 met Hadewig Torck (Wisch, 1553-Oostmalle, 1627). Zij was de dochter van Willem Torck en Bertha Pieck van Wolfsweert. Uit zijn huwelijk werd geboren:
- Jan Joris van Renesse (1577-) (IV.1.)
- Maria IV van Renesse (1579-1631) (IV.2.)
- Reinier II van Renesse van Elderen (1581-1627) (IV.3.)
- NN van Renesse (1583-) (IV.4.)
- NN van Renesse (1586-) (IV.5.)
- Willem III van Renesse van Elderen (1590-1630) (IV.6.)
- Nicolaas van Renesse van Elderen (1592-1652) (IV.7.)

III.10. Willem van Renesse van Elderen (Breda, 1550-). Hij trouwde te Montenaken in 1581 met Anne l'Aînée de Rubempré (Montenaken, 1560-1607). Uit zijn huwelijk werd geboren:
- Maria van Renesse van Elderen (1582-1622) (IV.8.)
- René II van Renesse van Elderen (1584-1637) (IV.9.)
- Jan van Renesse van Elderen (1586-) (IV.10.)
- Willem II van Renesse van Elderen (1588-) (IV.11.)
- Anna van Renesse van Elderen (1590-1655) (IV.12.)

III.10. Wouter II van Renesse

### Vierde generatie
IV.1. Jan Joris van Renesse (Beesd, 1577-)
IV.2. Maria IV van Renesse (Beesd, 1579-1631)
IV.3. Reinier II van Renesse van Elderen (Beesd, 1581-'s Herenelderen, 10 mei 1627). Hij trouwde in Kasteel Nijenrode te Breukelen in 1606 met Catharina van Arkel (Ammerzoden, 1589-). Zij was een dochter van Gerard van Arkel heer van Ammerzoden (1550-1590) en Anna van Lokhorst vrouwe van Lockhorst, Ruitenbeek en Heemstede (1560-1592), een nazaat van Jan IV van Nassau. Uit zijn huwelijk werd geboren:
- Georges Frederik van Renesse van Elderen (1611-1681) (V.1.)
- Anna V van Renesse (V.2.)
- Eleonora van Renesse (V.3.)
- Jan Ferdinand van Renesse (V.4.)
- Jeanne Hélène van Renesse (V.5.)
- Margaretha VII van Renesse (V.6.)

IV.4. NN van Renesse (Beesd, 1583-)
IV.5. NN van Renesse (Beesd, 1586-)
IV.6. Willem III van Renesse van Elderen (Beesd, 1590-Heesbeen, 1630). Hij trouwde op 1 mei 1622 te Assendelft met Margaretha V van Renesse van der Aa (1599-1636). Zij was een dochter van Gerard van Renesse van der Aa (1552-1609) en Anna van Assendelft (1571-1626).
- Margaretha van Renesse van Elderen, erfvrouwe van Schalkwijk en Heesbeen. Zij trouwde met Johan Walraven baron van Gendt, heer van Dieden en Bisterveld.
- Adriana Sophie II van Renesse van Elderen, erfvrouwe van Heesbeen (1692-1711). Zij trouwde met Maurits Herman baron Ripperda van Vorden (1624-1689).

IV.7. Nicolaas van Renesse van Elderen (Beesd, 1592-Assendelft, 1652). Hij trouwde in 1619 te Assendelft met Agnes II van Renesse van der Aa (1597-1634). Zij was een dochter van Gerard van Renesse van der Aa (1552-1609) en Anna van Assendelft (1571-1626). Uit zijn huwelijk werd geboren:
- Anna van Renesse van Elderen (1622-1667) (V.7.)
- Gerard Frederik van Renesse van Elderen (1624-1664) (V.8.)
- Hendrik II van Renesse van Elderen (1626-1660) (V.9.)

IV.8. Maria van Renesse van Elderen (1582-1622). Zij trouwde met Thierry de Liere.
IV.9. René II van Renesse van Elderen baron van Elderen en heer van Masny en vanaf 1615 heer van Heeze (Utrecht, 1584-Luik, 1637). Hij trouwde te Egmond-Binnen in 1611 met Alberta van Egmont (Egmond-Binnen, 1593-1621). Zij was een dochter van Karel van Egmont de Gavre en Maria dite d'Aix de Lens d'Aubigny. Uit zijn huwelijk werd geboren:
- Anna II van Renesse van Warfusée (1613-) (V.10.)
- Eléonore van Renesse van Warfusée (1615-) (V.11.)
- Maria van Renesse van Elderen (1620-) (V.12.)
- Florentine Margarethavan Renesse van Elderen (1620-1665) (V.13.)
- Alexander van Renesse van Elderen (V.14.)

IV.10. Jan van Renesse van Elderen (1586-)
IV.11. Willem II van Renesse van Elderen (1588-)
IV.12. Anna van Renesse van Elderen (1590-1655). Zij trouwde met Thomas II van Thiennes vrij- en baanderheer van Heukulum.

### Vijfde generatie
V.1. Georges Frederik van Renesse van Elderen baron van Elderen, heer van Masny, Oostmalle en Haarlem (Luik, 9 oktober 1611-3 november 1681). Hij trouwde te Bocholtz in 1647 met Anna Margaretha van Bocholtz (Grevenbroich, 25 mei 1628-27 maart 1692). Zij was de dochter van Jan Willem van Wassenaer en Anne Hoen van Hoensbroeck. Uit zijn huwelijk werd geboren:
- Jan Georges II van Renesse van Elderen (1648-) (VI.1.)
- Anna Catharina van Renesse van Elderen (1649-1718) (VI.2.)
- Arnold Ulrich van Renesse van Elderen (1651-1688) (VI.3.)
- Marie Bernardine van Renesse van Elderen (1653-) (VI.4.)
- Frederik V van Renesse van Elderen (1654-1714) (VI.5.)
- Maximiliaan Henri van Renesse van Elderen (1655-1716) (VI.6.)
- Johanna Barbara van Renesse van Elderen (1656-1730) (VI.7.)
- Isabella Klazina van Renesse van Elderen (1657-1673) (VI.8.)
- Margaretha Anna van Renesse van Elderen (1659-) (VI.9.)
- Anna Agnes van Renesse van Elderen (1660-1726) (VI.10.)
- Anna Petronella van Renesse van Elderen (1661-) (VI.11.)
- Jan Willem van Renesse van Elderen (1664-) (VI.12.)
- Frans Hyacintus van Renesse van Elderen (1666-1740) (VI.13.)
- Lamberta Felicita van Renesse van Elderen (1670-) (VI.14.)

V.2. Anna V van Renesse. Zij trouwde met Pieter van Lichtervelde.
V.2. Eleonora van Renesse
V.4. Jan Ferdinand van Renesse
V.5. Jeanne Hélène van Renesse
V.6. Margaretha VII van Renesse. Zij trouwde met Henri van Bentink.
V.7. Anna van Renesse van Elderen (Heemskerk, 10 september 1622-1667)
V.8. Gerard Frederik van Renesse van Elderen (1624-1664)
V.9. Hendrik II van Renesse van Elderen (Heemskerk, 1626-5 augustus 1660)
V.10. Anna II van Renesse van Warfusée (1613-)
V.11. Eléonore van Renesse van Warfusée (1615-). Zij trouwde met Bernard Caraffa.
V.12. Maria van Renesse van Elderen (1620-). Zij trouwde met Pierre Jaques Procope de Lalaing.
V.13. Florentine Margarethavan Renesse van Elderen gravin van Warfusée (1620-1665). Zij trouwde met Eugenius van Glymes van Bergen (1620-1670)
V.14. Alexander van Renesse van Warfusée (Gaasbeek, 1618-Parijs, 1658). Hij trouwde te Bergen in 1635 met Jeanne Joséphe van Behault (1607-Tyberchamps, 1694). Zijn huwelijk bleef kinderloos.

### Zesde generatie
VI.1. Jan Georges II van Renesse van Elderen ('s Herenelderen, 24 januari 1648-)
VI.2. Anna Catharina van Renesse van Elderen ('s Herenelderen, 12 maart 1649-1718). Zij trouwde met Jan van Wassenaer.
VI.3. Arnold Ulrich van Renesse van Elderen ('s Herenelderen, 12 september 1651-15 december 1688)
VI.4. Marie Bernardine van Renesse van Elderen ('s Herenelderen, 6 januari 1653-ca. 1712). Zij trouwde op 11 april 1690 te Luik met Anton Ulrich van Arberg heer van Hamal.
VI.5. Frederik V van Renesse van Elderen (Stokhem, 5 oktober 1654-1714)
VI.6. Maximiliaan Henri van Renesse van Elderen ('s Herenelderen, 10 juni 1655-'s Herenelderen, 2 juli 1716). Hij trouwde (1) op 21 september 1696 met Magdalena Sophia van Wassenaer van Warmond (1645-21 december 1696). Zij was een dochter van Jacob van Wassenaar Warmond (ca. 1592-1658) en Maria Leonore van Eickel (1600-1647). Hij trouwde (2) te Oud-Valkenburg in 14 april 1698 met Margaretha Elisabeth Sofie van Stepraedt (-31 mei 1726). Uit zijn tweede huwelijk werd geboren:
- Sophia Madeleine van Renesse (1699-1723) (VII.1.)
- Maria Bernardina van Renesse (1700-) (VII.2.)
- Hendrik Frederik Josef van Renesse (1701-1725) (VII.3.)
- Octave Albert Ernest Josef van Renesse (1702-1725) (VII.4.)
- Anna Margaretha van Renesse van Elderen (1703-1775) (VII.5.)
- Jeanne Maria Josephine van Renesse (1704-1704) (VII.6.)
- Ferdinand Lambert Charles van Renesse (1705-1728) (VII.7.)
- Frederik René Josef van Renesse (1708-1708) (VII.8.)

VI.7. Johanna Barbara van Renesse van Elderen (22 mei 1656-1736)
VI.8. Isabella Klazina van Renesse van Elderen (1657-1673)
VI.9. Margaretha Anna van Renesse van Elderen (Stokkem, 22 augustus 1659-1750)
VI.10. Anna Agnes van Renesse van Elderen (1660-1726). Zij trouwde (1) met Robert Ernest van Argentau. Zij trouwde (2) met Gerard Ernst Hoen van Cartils heer van Oud-Valkenburg.
VI.11. Anna Petronella van Renesse van Elderen (1661-)
VI.12. Jan Willem van Renesse van Elderen (1664-)
VI.13. Frans Hyacintus van Renesse van Elderen graaf van Renesse en baron van Elderen ('s Herenelderen, 9 februari 1666-'s Herenelderen, 20 maart 1740). Hij trouwde (1) met Anna Maria Alexandrina van Hoensbroeck (-Stokkem, 3 maart 1729). Hij trouwde (2) met Maria Anna de la Marquelle (-1755). Uit zijn eerste huwelijk werd geboren:
- Anna Maria Françoise van Renesse (1696-) (VII.9.)
- Antoinette Anna Maria van Renesse (1698-) (VII.10.)
- Alexandrina Antoinette van Renesse (1700-) (VII.11.)
- Felicita Anna Margaretha van Renesse (1704-) (VII.12.)
- Jan Willem Frederik van Renesse (1705-1729) (VII.13.)
- Jan George Balthasar van Renesse (1706-) (VII.14.)
- Frans Lambert van Renesse (1709-1740) (VII.15.)

VI.14. Lamberta Felicita van Renesse van Elderen ('s Herenelderen, 22 oktober 1670 - Munsterbilzen, 16 april 1728)

### Zevende generatie

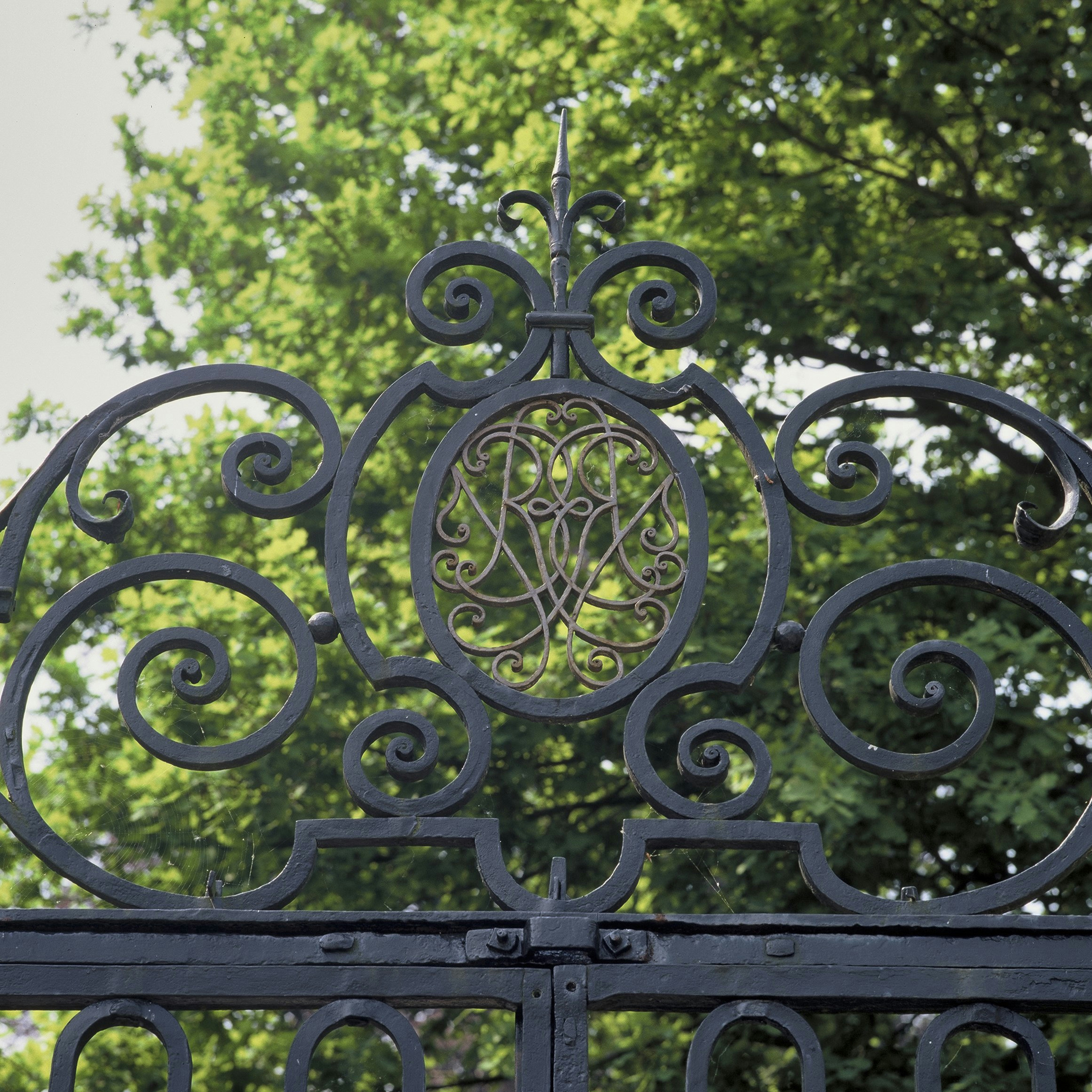
Kasteel De Cannenburgh: Detail, hekwerk met initialen van Frederik Johan van Isendoorn a Blois en Anna Margaretha van Renesse van Elderen

VII.1. Sophia Madeleine van Renesse (1699-'s Herenelderen, 8 juni 1723). Zij trouwde met Maximiliaan Henri van Berlo.
VII.2. Maria Bernardina van Renesse ('s Herenelderen, 2 januari 1700-). Zij trouwde op 15 augustus 1722 met Alfons Ferdinand François van Hamal.
VII.3. Hendrik Frederik Josef van Renesse ('s Herenelderen, 5 februari 1701-3 april 1725), ongehuwd overleden.
VII.4. Octave Albert Ernest Josef van Renesse ('s Herenelderen, 25 februari 1702-22 oktober 1725), ongehuwd overleden.
VII.5. Anna Margaretha van Renesse van Elderen ('s Herenelderen, 15 maart 1703-Vaassen, 15 december 1775). Zij trouwde te 's Herenelderen op 11 maart 1726 met Frederik Johan van Isendoorn à Blois (Utrecht, 10 september 1699-Vaassen, 11 april 1771)
VII.6. Jeanne Maria Josephine van Renesse ('s Herenelderen, 1704-1704)
VII.7. Ferdinand Lambert Charles van Renesse ('s Herenelderen, 4 november 1705-2 september 1728), ongehuwd overleden.
VII.8. Frederik René Josef van Renesse ('s Herenelderen, 24 mei 1708-6 augustus 1708)
VII.9. Anna Maria Françoise van Renesse (Stokhem, 9 april 1696-)
VII.10. Antoinette Anna Maria van Renesse (8 juli 1698-voor 3 juni 1718). Zij trouwde in 1714 met Ferdinando Parleotti Lanzoni (1687-1718)
VII.11. Alexandrina Antoinette van Renesse (Stokhem, 19 maart 1700-). Zij trouwde met Jan Willem van Schellart d'Obbendorf
VII.12. Felicita Anna Margaretha van Renesse (Stokhem, 9 juni 1704-)
VII.13. Jan Willem Frederik van Renesse (Stokhem, 27 juni 1705-Stokhem, 28 februari 1729), ongehuwd overleden.
VII.14. Jan George Balthasar van Renesse (Stokhem, 1 november 1706-)
VII.15. Frans Lambert van Renesse graaf van Renesse en baron van Elderen en heer van Oostmalle (Stokkem, 1 oktober 1709-'s Herenelderen, 17 december1740). Hij trouwde in 1735 met Carolina Louise van Breidbach (Bürresheim, 15 maart 1709-'s Herenelderen, 31 maart 1750). Uit zijn huwelijk werd geboren:
- Françoise Sophia van Renesse (1736-) (VIII.1.)
- Anna Carolina Damienne van Renesse (1737-) (VIII.2.)
- Louise Carolina Felicita van Renesse (1738-) (VIII.3.)
- George Frederik Willem van Renesse (1739-1768) (VIII.4.)
- Jan Lodewijk van Renesse (1740-1784) (VIII.5.)

### Achtste generatie
VIII.1. Françoise Sophia van Renesse (Stokhem, 27 mei 1736-)
VIII.2. Anna Carolina Damienne van Renesse (Stokhem, 9 mei 1737-)
VIII.3. Louise Carolina Felicita van Renesse (1738-)
VIII.4. George Frederik Willem van Renesse ('s Herenelderen, 2 december 1739 - 21 maart 1768). Hij trouwde met Margaretha van Sickingen.
VIII.5. Jan Lodewijk van Renesse ('s Herenelderen, 25 december 1740 - Luik, 21 juni 1784). Hij trouwde met Sophia Maria de Boos van Waldeck (Koblenz, 1755 - Luik, 19 oktober 1836). Uit zijn huwelijk werden geboren:
- Clément de Renesse-Breidbach (1774 - 1833)
- Maria Sophia van Renesse Breidbach (1777 - voor 1782)
- Marianne van Renesse Breidbach (1779 - 1851)
- Maria van Renesse Breidbach (1782 - 1812)
- Frans van Renesse Breidbach (1784 - 1825)

## Genealogie vanaf het Verenigd Koninkrijk der Nederlanden
- Clément de Renesse-Breidbach (Luik, 12 februari 1774 - 's Herenelderen, 26 april 1833). Hij erfde in 1796 de heerlijkheid Breidbach met het Schloss Bürresheim uit de nalatenschap van zijn oma's broer Frans Lodewijk (Franz Ludwig) van Breidbach-Bürresheim. Hij trouwde met Cunegonde Schultz van Holzhausen (3 oktober 1771 - Burresheim, 29 maart 1836).
  - Louis-Joseph de Renesse ('s Herenelderen, 2 maart 1797 - Brussel, 28 maart 1863) x barones Antoinette de Stockhem (1798-1868). Hij was cavalerieofficier in de 'Grande Armée' en officier in het Nederlands leger, burgemeester van 's Herenelderen, lid van de Provinciale Staten van Limburg, ondervoorzitter van de Belgische senaat.
    - Ludolphe de Renesse (Luik, 1825 - Elsene, 1889), burgemeester van 's Herenelderen, Belgisch senator.
    - Clement de Renesse (1827-1832).
    - Anatole de Renesse (1829-1832).
    - Ferdinand de Renesse (1831-1848).
    - Amedée de Renesse (Luik, 1833 - Brussel 1882), diplomaat, x gravin Leocadie de Borchgrave d'Altena (1833-1855), xx Lucie Maelcamp de Virelles (1842-1915)
      - Maximilien de Renesse (Brussel, 1867 - Brugge, 1951), burgemeester van Oostmalle, x Isabelle du Bus de Gisignies (1874-1912), xx Godelieve du Bus de Gisignies (1882-1976). Uit het eerste huwelijk sproten 6 kinderen voort, uit het tweede huwelijk zeven.
        - René-Joseph de Renesse (Brussel 1912 - Lillois-Witterzée, 1971), x Angèle Mauxion (1916-1997).
          - Michel de Renesse (1941) x 1967 (echtscheding 1980) Godelieve van Hacht (1943). Hij is de enige die zich in de 21ste eeuw nog de Renesse-Breidbach liet noemen.
            - Jean de Renesse (1972), x barones Marie-Charlotte van Lamsweerde.

        - Christian de Renesse (Oostmalle, 1914 - Brussel, 1992), x prinses Mélanie de Merode (1921-1974)
        - Constantin de Renesse (1919-2002) x Geneviève de Meeûs (1923- ), xx Claire Nimal (1952).
          - Dominique de Renesse (1945-1996), x 1970 (echtscheiding 1975) Marie-Anne Simonart (1950), xx 1977 (echtscheiding 1986) Myriam de Surville (1953) Marie-Anne Simonart.
            - Ronan de Renesse (1979)

          - Bernard de Renesse (1948-) x Martine Sonnet (1952).
            - Antoine de Renesse (1978-2011), x Emmanuelle Bonaventure (1975)

      - Philippe de Renesse (Brussel, 1869 - 's Herenelderen, 1945) x Amicie de Monteynard (1898-1976). Zij namen hun intrek in het kasteel Renesse in 's Herenelderen. Zijn zoon en zijn kleinzoon Guy zijn na hem de opeenvolgende kasteelheren.
        - Guy de Renesse (Brussel 1926 - 's Herenelderen 1987), x gravin Elisabeth de Limburg-Stirum (1928-2006).
          - Jean de Renesse (1959), x gravin Amélie de Lannoy (1962).
            - Théodore de Renesse (1988)
            - Frédéric de Renesse (1991)

        - Anne de Renesse (1930- ), x graaf Baudouin de Hemricourt de Grunne (1917-2011).

  - Jan de Renesse ('s Herenelderen, 1798- Luik, 1836), infanteriekapitein in Nederlandse dienst.
  - Adam de Renesse (1799 - Koblenz, 1825) .
  - Maximilien de Renesse ('s Herenelderen, 28 mei 1801- Luik, 4 december 1864), oud-strijder van 1830, Belgisch volksvertegenwoordiger, x barones de Gruben (1813-1888).
    - Camille de Renesse (Brussel, 9 juli 1836) - Nice, 13 juni 1904), x Malvina de Kerchove de Denterghem (Gent, 1846 - Bazel, 1884).

  - Nathalie de Renesse ('s Herenelderen, 1803 - Koblenz, 1820).
  - Edmond de Renesse ('s Herenelderen, 1804 - Bonn, 1869) x barones Caroline Geyr von Schweppenburg (Keulen, 1805 - Bonn, 1892).
  - Armand de Renesse ('s Herenelderen, 10 juni 1806 - Guigoven, 1867), Pruisisch officier, x gravin Mary de Preston (1830-1913).
    - Frédéric de Renesse (Bilzen, 1853 - Brussel, 1919), burgemeester van Berloz, x barones Sidonie de Tornaco (1846-1928).
    - Theodore de Renesse (Guigoven, 1854 - Beverst, 1927), x gravin Berthe du Chastel de la Howarderie (1860-1941). Hij was senator, burgemeester van Beverst en voorzitter van de Raad van Adel.
    - Clement-Wenceslas de Renesse (Guigoven, 1856 - Hantberg, 1929) x gravin Josephe Strassoldo-Graffemberg (1856-1952).

  - Camille de Renesse ('s Herenelderen, 1809- Bonn, 1886) x graaf Richard Beissel de Gymnich (1802-1879).
- François Charles Louis Antoine de Renesse (Elderen, 11 april 1784 - Tongeren, 2 februari 1825), broer van Clement, werd kanunnik-capitularis in de dom van Trier. Hij werd motu proprio in 1816 erkend in de erfelijke adel met de titel van graaf, overdraagbaar op alle afstammelingen en benoemd in de Ridderschap van Limburg. Hij wees dit van de hand, maar werd toch op de lijst van de edelen vermeld.

## Voetnoten
1. ↑  Graaf Michel de Renesse-Breidbach (°1941) werd aldus vermeld in de 'Carnet Mondain' en de 'High Life de Belgique', maar met de opmerking: 'de toevoeging Breidbach is niet officieel maar gebruikelijk'. Alle andere familieleden zijn in deze publicaties gewoon als 'de Renesse' vermeld. De meeste nazaten houden het dus bij de officiële naam zoals in de burgerlijke stand vermeld. Ook in de 'Etat présent de la noblesse belge' worden ze allen (Michel inbegrepen) aldus vermeld.